# Categoría Primera A 1963
Die Categoría Primera A 1963 war die sechzehnte Austragung der kolumbianischen Fußballmeisterschaft. Die Meisterschaft konnte zum achten Mal Millonarios vor Santa Fe gewinnen. Torschützenkönig wurden der Argentinier Omar Lorenzo Devanni von Atlético Bucaramanga und wie im Vorjahr der Uruguayer José Omar Verdún von Cúcuta Deportivo mit jeweils 36 Toren.
Es nahmen 13 Mannschaften teil, die gleichen zwölf Mannschaften wie im Vorjahr sowie nach zwei Jahren wieder Unión Magdalena.
Der Meister qualifizierte sich für die Copa Campeones de América 1964.
Alle Mannschaften spielten viermal gegeneinander.

## Teilnehmer
Die folgenden Vereine nahmen an der Spielzeit 1963 teil.
| Mannschaft                                          | Stadt       | Departamento       |
| --------------------------------------------------- | ----------- | ------------------ |
| América de Cali                                     | Cali        | Valle del Cauca    |
| Atlético Nacional                                   | Medellín    | Antioquia          |
| Atlético Bucaramanga                                | Bucaramanga | Santander          |
| Once Caldas                                         | Manizales   | Caldas             |
| Deportivo Cali                                      | Cali        | Valle del Cauca    |
| Cúcuta Deportivo                                    | Cúcuta      | Norte de Santander |
| Independiente Santa Fe                              | Bogotá      | Bogotá             |
| Unión Magdalena                                     | Santa Marta | Magdalena          |
| Independiente Medellín                              | Medellín    | Antioquia          |
| Millonarios                                         | Bogotá      | Bogotá             |
| Deportivo Pereira                                   | Pereira     | Caldas 1           |
| Deportes Quindío                                    | Armenia     | Caldas 1           |
| Deportes Tolima                                     | Ibagué      | Tolima             |
| 1 Quindío und Risaralda wurden erst 1966 gegründet. |             |                    |

## Tabelle
| Pl. | Verein                 | Sp. | S  | U  | N  | Tore    | Diff. | Punkte |
| --- | ---------------------- | --- | -- | -- | -- | ------- | ----- | ------ |
| 1.  | Millonarios (M)        | 48  | 27 | 9  | 12 | 102:610 | +41   | 63:33  |
| 2.  | Santa Fe               | 48  | 24 | 13 | 11 | 112:810 | +31   | 61:35  |
| 3.  | Deportivo Cali         | 48  | 23 | 14 | 11 | 077:590 | +18   | 60:36  |
| 4.  | Cúcuta Deportivo       | 48  | 21 | 13 | 14 | 095:680 | +27   | 55:41  |
| 5.  | Once Caldas            | 48  | 21 | 12 | 15 | 095:960 | −1    | 54:42  |
| 6.  | Deportivo Pereira      | 48  | 19 | 12 | 17 | 096:770 | +19   | 50:46  |
| 7.  | Independiente Medellín | 48  | 18 | 14 | 16 | 073:660 | +7    | 50:46  |
| 8.  | América de Cali        | 48  | 14 | 20 | 14 | 073:680 | +5    | 48:48  |
| 9.  | Deportes Quindío       | 48  | 16 | 14 | 18 | 063:750 | −12   | 46:50  |
| 10. | Atlético Bucaramanga   | 48  | 14 | 13 | 21 | 068:800 | −12   | 41:55  |
| 11. | Atlético Nacional      | 48  | 15 | 10 | 23 | 079:101 | −22   | 40:56  |
| 12. | Unión Magdalena        | 48  | 10 | 8  | 30 | 068:121 | −53   | 28:68  |
| 13. | Deportes Tolima        | 48  | 8  | 12 | 28 | 061:109 | −48   | 28:68  |

| (M) | Meister 1962: Millonarios |

## Torschützenliste
Bei gleicher Anzahl von Treffern sind die Spieler alphabetisch geordnet.
| Pl. | Spieler              | Mannschaft           | Tore |
| --- | -------------------- | -------------------- | ---- |
| 1.  | Omar Lorenzo Devanni | Atlético Bucaramanga | 36   |
| 1.  | José Omar Verdún     | Cúcuta Deportivo     | 36   |
| 3.  | Oswaldo Galarza      | Once Caldas          | 29   |